# Обидпур, Джуракхон
Джурахо́н Обидпу́р (тадж. Ҷӯрахон Обидпур; род. 20 марта 1940 года в селе Бедак Муминабадского района, Таджикистан) — музыкант, барабанщик, композитор-традиционалист, профессор. 
Член Союза композиторов Таджикистана, артист Таджикистана, Заслуженный работник культуры Таджикистана, Заслуженный работник образования Таджикистана  «Лучший учитель года». Лауреат Государственной премии Республики Таджикистан имени Абуабдулло Рудаки (2024).

## Биография
Джурахон Обидпур родился в 1940 году в селе Бедаки Муминабадского района  Хатлонской области. В 1960 году окончил Сталинабадское музыкальное училище, а в 1965 году факультет народных инструментов  Ташкентской государственной консерватории по специальности «рубаб» (класс С.Зокирова и С.Тахалова) и дирижера оркестра народных инструментов (класс Ф. Назарова).
Обидпур продолжил учёбу в Московской академии музыки имени Гнесиных (1974), Киевской государственной консерватории им. И. Чайковского (1989), прошел курсы повышения кваллификации в указанных Вузах. 
- 1965—1969 — заместитель начальника отдела кадров и учебных заведений, заместитель начальника отдела искусств Министерства культуры Таджикской ССР
- 1969—1970 — дирижер Оркестра народных инструментов при Гостелерадио Таджикской ССР,
- 1970—1972 — директор Душанбинского музыкального училища им. А. Бобокулова, в г. Душанбе.
- 1972—1973 — старший преподаватель кафедры оркестровых и народных инструментов Таджикского государственного педагогического института им Т.Г. Шевченко (ныне Государственный педагогический университет им. С. Айни),
- 1973—2003 — старший преподаватель (с 1986 г. доцент, с 2001 г. профессор; в 1989-1994 и 2000-2003 гг. заведующий кафедрой) Государственного института искусств им. М. Турсунзаде,
- 2003—2005 — заведующий кафедрой народных инструментов Таджикской национальной консерватории,
- 2005—2009 — профессор кафедры народной музыки Таджикской государственной консерватории,

С 2009 года работал заведующим отделом, а с 2016 по 2020 гг. ведущим сотрудником отдела образовательных учреждений Научно-исследовательского института культуры и информации (тадж. ПИТФИ) Министерства культуры Республики Таджикистан .
Сейчас находится на пенсии.

## Преподавательская деятельность
За более чем 40 лет педагогической деятельности являлся одним из ведущих педагогов по развитию музыкального искусства и подготовке высококвалифицированных специалистов  по классу исполнения народных инструментах (рубаб). Он является одним из педагогов-профессоров в этой области, подготовивших 34 специалистов.
В частности, лауреатами и дипломантами в межреспубликанских, областных и республиканских конкурсах музыкантов народных инструментов стали 11 учеников Джурахон Обидпура: Улмасов Х. (Баку - 1986, Душанбе - 1986, 1990), Матолов А. (Тегеран - 1994, Душанбе - 2000, улостоен "Гран-при"), Файзуллоев Ф. (Бишкек-1978), Нормухаммадов А. (Душанбе-1986), Каримов Дж. (Душанбе-1990), Мирзоева Ш. (Молдова, Кишинев-2004).
Джуракхон Обидпур — один из авторов, написавших первый учебник в этой области «Урок Рубаба», опубликованный в 1969 году. В течение 13 лет данная книга была единственным учебником в республике. 
В 2000 году на III Республиканском конкурсе исполнителей таджикских народных инструментов, посвященной Международному году культуры мира, Джуракхон Обидпур во второй раз был признан «Лучшим учителем года» и награжден дипломом. 

## Карьера

### Музыка
Обидпур работал в качестве солиста на рубабе в 1965-1990 годах. На протяжении 25 лет занимался популяризацией произведений таджикских композиторов, на исполнении инструментов, как сольный инструмент:скрипка, виолончель, флейта, кларнет, гобой и рубаб. Регулярно исполнял сольные номера на телевидении, на собраниях композиторов, учебных заведениях, в коллективах заводов и фабрик республики. 
Обидпур записал 17 произведений разных композиторов с оркестром народных инструментов и фортепиано в Золотой фонд Таджикского радио. Концертный репертуар исполнителя включал более 60 различных произведений таджикских, русских и западных классиков и современных композиторов СНГ. 

### Дирижирование
Помимо того, что он фермер, Обидпур также является опытным дирижером. В 1969-70 годах был дирижером оркестра народных инструментов Комитета по телевидению и радиовещанию. За этот период Джурахон Обидпур дирижировал 26 песнями и пьесами разных композиторов с оркестром народных инструментов и записал их в фонд Таджикского радио. Он также разработал и адаптировал для этого оркестра более 100 произведений разного размера. В 1975-85 годах Обидпур по собственной инициативе организовал оркестр народных инструментов из студентов музыкально-педагогического факультета института искусств, которым дирижировал и дирижировал в течение 10 лет. О дирижёрском искусстве Обидпура народная артистка СССР, профессор Ханифа Мавлонова отмечала:
Джурахон Обидпур обладает незаурядным дирижерским талантом, а при наличии дирижерского пульта ему нет равных в живописи и послушании оркестровому голосу и дыханию, что не является качествами всех дирижеров. Так что я исполнял самые разные песни под его руководством в оркестре».

### Составление
Ещё одним аспектом творческой деятельности Обидпура является композиция. Он сочинил более 100 народных песен: в унисон с ансамблем народных инструментов, распространенной темой которых является любовь («Хотел бы я тебя увидеть», «Полет сердца», «Разомкни мое сердце», «Эй, сердце», «Не закрывай лицо». «Любовь», «Хобам наомад», «Сарвиноз», «Медонам», «Оташи ишк», «Ашки дил» и др.), эстрадные песни («Таджикистан», «Ватан», «Бути точик», «Ташна», «Гюль», «Бе ёр, чуни?», «Гухари ишк», «Дил куджо буд», « Черноглазый горошек» и др.).
Две вокально-танцевальные сюиты на стихи Салима Хатлони. Композиторские произведения («Гульсуманские фантазии» для рубаба с оркестром народных инструментов, «Нози дилбар» для рубаба и фортепиано в соавторстве с К. Тушинком), пьесы «Наргис», «Савти Борбад», «Навои Бедак» - все три ансамбля барабанщиков и несколько небольших пьес для рубаба и фортепиано и так далее. 21 красивая зарисовка, изданная в 1966 году издательством "Маориф" под названием "Красивые зарисовки". Особое место в этом разделе занимают детские песни Джуракхона Обидпура.
Им написано более 100 детских песен (для дошкольного и школьного возраста), все они изданы в виде книг и сборников: «Ману тарона» (2005 г.), «Богчай мо» (2007 г.), «Шодии дил» ( 2012), учебники «Песня и музыка» (4 класс – 2007, 2014, 2018; 1 класс – 2008, 2015, 2018) и другие. 
Обидпур - написал 17 собственных песен. Детские песни «Бузгола», «Алла», «Барфак», «Фасли бахор», «Соли нав», «Китаб», «Мехргон», «Гули лола», «Богча» и другие. среди них. Песни, написанные Джурахон Обидпур в исполнении известных певцов республики Н. Рауфовой, М. Эргашевой, Н. Рахматовой, С. Косимовой, Д. Холова, М. Набиевой, Т. Муҳиддинова, М. Хамроқуловой, Б. Махмадкулова, А. Мирраҷабова, С. Нуруллоева и др. исполнены и записаны в Золотой фонд Таджикского радио. 

## Авторство
Д. Обидпур является автором ряда учебных пособий («Урок Рубоба», 1969, 1982, «Школа исполнения на чанге» в соавторстве с Ш. Ходжиевым, 2010), учебных пособий и сборников («Чаманоро», 1986, «Савтохои Борбад», 1990)., «Красивые этюды», 1996 г., «Гулбонги рубоб», 2000 г., «Савту навои рубоб», 2014 г. и др.), образовательной учебной программы («Рубоби кашгари» для вузов, 1986 г., «Рубоби кашгари и бадахши» для музыкальных школ, 1988 г., «Рубоби прима» для музвуалной школы, 1988). Автор более 40 научных и научно-популярных статей. Опираясь на труды ряда ученых, 
Обидпур написал три трактата: «Поэзия есть мелодия» (2002), «Ритм поэзии Абу Абдуллы Рудаки» ( 2008 г.) и «Открытие в поэзии Устада Рудаки» (Журнал «Душанбе», 2016 г. № 7,8).
«Поэзия основана на ритме (методе) музыки, потому что ритм музыки и поэзии — одно и то же».«Обидпур Дж. Толковый словарь музыки / под руководством Б. Кабиловой. – Душанбе: Аржанг, 2019. – с. 268-272. - 480 стр. ISBN 978-999-47-43-90-2

## Награды
Награжден Почетной грамотой Президиума Верховного Совета Таджикской ССР (1958 г.) и Почетной грамотой Министерства культуры СССР и Республики Таджикистан.

## Примечание
1. 1 2 3 4  Обидпур Ҷ. Луғатномаи тафсирии мусиқӣ / зери назари Б.Қобилова. — Душанбе: Аржанг, 2019. — С. 268—272. — 480 с. ISBN 978-999-47-43-90-2
2. ↑  Церемония вручения государственных наград. 29.08.2024. Дата обращения: 30 марта 2025. Архивировано 11 июня 2025 года.
3. ↑  Шодбошӣ.Ҷӯрахон Обидпур (тадж.). www.pitfi.tj. Дата обращения: 2 апреля 2020. Архивировано 3 августа 2020 года.
4. ↑  Мусиқишиносон ва оҳангсозони Тоҷикистон. — Душанбе, 2011. С 127